# 28 Brygada Pancerna (Bundeswehra)
28 Brygada Pancerna (niem. Panzerbrigade 28) – pancerny związek taktyczny Bundeswehry.
W okresie zimnej wojny Brygada wchodziła w skład 10 Dywizji Pancernej i przewidziana była do działań w pasie Centralnej Grupy Armii.

## Struktura organizacyjna
| Organizacja PzBrig 28 w 1989 | Organizacja PzBrig 28 w 1989        | Organizacja PzBrig 28 w 1989 |
| Godło                        | Pododdział                          | Miejsce stacjonowania        |
| ---------------------------- | ----------------------------------- | ---------------------------- |
|                              | dowództwo brygady                   | Dornstadt                    |
|                              | 281 batalion pancerny               | Dornstadt                    |
|                              | 282 batalion grenadierów pancernych | Dornstadt                    |
|                              | 283 batalion pancerny               | Münsingen                    |
|                              | 284 batalion pancerny               | Dornstadt                    |
|                              | 285 batalion artylerii              | Münsingen                    |